# Стирне Володимир Андрійович
Стирне Володимир Андрійович (1897, Мітава, Російська імперія — 15 листопада 1937) — співробітник ЧК-ОГПУ-НКВД СРСР, комісар державної безпеки 3-го рангу (1935). Начальник Управління НКВС Івановської області, потім начальник 3-го відділу УГБ НКВД УРСР.

## Ранні роки
Народився в латиській сім'ї чиновника Курляндської військової присутності (батько помер в 1905). Переїхав з матір'ю в Москву в 1911. Помічник завідувача переписною ділянкою статистичного відділу Моссовета з серпня 1917 по травень 1918. Інструктор з ущільнення в житлраді Хамовницького РВК з травня 1918 по січень 1919. У складі Хамовницького червоногвардійського загону брав участь у придушенні лівоесерівського заколоту в Москві (липень 1918). Не працював через хворобу з лютого по квітень 1919. Інструктор Киргизького політичного відділу Південної групи військ Східного фронту з квітня по вересень 1919. Завідувач підвідділом народної освіти Східно-Киргизького ревкому в Оренбурзі з жовтня 1919 по квітень 1920. Секретар і заступник представника Киргизького ревкому при ВЦВК в Москві з травня по грудень 1920. Заступник завідувача організаційним відділом народного комісаріату національностей РРФСР з грудня 1920 по березень 1921.

## ВЧК-ОГПУ-НКВД
З 11 квітня по 5 грудня 1921 помічник начальника XIV-го спеціального відділення Особливого відділу ВЧК при РНК РРФСР, при цьому з липня по серпень цього ж року уповноважений IV-го спеціального відділення Іноземного відділу ВЧК при РНК РРФСР, а також з травня по 24 грудня 1921 тимчасовий виконувач обов'язків начальника XIV-го спеціального відділення Особливого відділу ВЧК при РНК СРСР. З 24 грудня 1921 по 2 червня 1922 начальник XIV-го спеціального відділення Особливого відділу ВЧК при РНК — ГПУ НКВС СРСР. З 2 червня по 5 жовтня 1922 заступник начальника Східного відділу ГПУ НКВС РРФСР, одночасно з 2 червня до 11 вересня 1922 начальник I-го відділення Східного відділу ГПУ НКВС РРФСР. З жовтня 1922 по березень 1923 був начальником контррозвідувального відділу Повноважного представництва ГПУ НКВС РРФСР по Туркестану. З березня по жовтень 1923 уповноважений контррозвідувального відділу ГПУ НКВС РРФСР — ОГПУ при РНК СРСР. З 15 жовтня 1923 по 14 серпня 1924 начальник IV-го відділення контррозвідувального відділу ОДПУ при РНК СРСР. З 14 серпня по 6 жовтня 1924 був тимчасово виконуючим обов'язки помічника начальника контррозвідувального відділу ОДПУ при РНК СРСР. З 6 жовтня 1924 по 21 вересня 1930 — помічник начальника контррозвідувального відділу ОДПУ при РНК СРСР.
З 21 вересня 1930 по 7 вересня 1931 помічник начальника Особливого відділу ОДПУ при РНК СРСР, одночасно з 15 вересня по березень 1931 начальник I-го відділення Особливого відділу ОДПУ при РНК СРСР. З березня по 26 квітня 1931 начальник I-го відділення Особливого відділу ОДПУ при РНК СРСР. З 7 вересня 1931 по 3 жовтня 1933 начальник Особливого відділу Повноважного представництва ОДПУ при РНК СРСР по Уралу. З 4 грудня 1931 по 17 вересня 1935 заступник повноважного представника ОГПУ — начальника Управління НКВС по Івановській Промисловій області.
З 17 вересня 1935 по 11 березня 1936 начальник Управління НКВС по Івановській Промисловій області, комісар державної безпеки III-го рангу. З 11 березня 1936 по 20 липня 1937 начальник Управління НКВС по Івановській області. З 20 липня 1937 по день арешту, 22 жовтня 1937 був начальником III-го відділу УГБ НКВД Української РСР.
Заарештований 22 жовтня 1937. Засуджений ВКВС СРСР 15 листопада 1937 до ВМН, розстріляний в той же день.